# 中田美緒
中田 美緒（なかた みお、2001年2月12日 - ）は、日本の女子バレーボール選手である。デフバレーボール日本代表。

## 来歴
神奈川県三浦郡葉山町出身。生まれつき聴覚障害を持ち、日常生活では右耳に補聴器を着用する。
神奈川県立平塚ろう学校中等部1年でバレーボールを始める。2年冬からデフバレーボール日本代表の強化合宿に参加し、高等部1年時、チーム最年少の15歳で日本代表に選出され、アメリカ合衆国で行われた世界選手権に出場。ベストサーバーを受賞した。
翌年トルコ・サムスンで行われた2017年サムスンデフリンピックに出場。チーム最年少ながら主力としてプレーし17年ぶりとなる金メダル獲得に貢献した。
2019年、「実力を伸ばしたい」と東海大学に入学し女子バレーボール部に入部。
2022年にブラジルのカシアス・ド・スルで行われた2021年カシアス・ド・スルデフリンピックでは連覇を目指し出場したが、新型コロナウイルス感染症の影響で出場辞退が決定したため、準決勝で棄権となった。
2023年に東海大学を卒業し清水建設に入社。同年クラブチームの東京スリジエに加入。1年間所属した。
2024年6月、沖縄県豊見城市で行われた世界選手権に出場。日本代表は金メダルを獲得し、自身はベストセッターを獲得した。

## 人物
- 東海大学女子バレーボール部に聴覚障害者が入部するのは初であり[15]、入部時には自らパワーポイントを使い自身の障害やできること・できないことを伝え、チームメイトからの理解を得た[3][6]。
- デフバレー公式ルールでは補聴器をつけないため、大学時代も補聴器を外してプレーしていた[6]。
- 国際手話を習得しており、海外選手への通訳も行っている[14]。

## 球歴
- デフバレーボール日本代表（2016-）
  - デフリンピック - 2017年、2022年
  - 世界選手権 - 2016年、2024年

## 受賞歴
- 2016年 - 世界選手権 ベストサーバー
- 2024年 - 世界選手権 ベストセッター

## 所属チーム
- 神奈川県立平塚ろう学校
- 東海大学（2019-2023年）
- 東京スリジエ（2023-2024年）
- 神奈川女子バレーボールチーム[16]